# Selena Quintanilla
Selena Quintanilla-Pérez (Lake Jackson, 16 april 1971 – Corpus Christi, 31 maart 1995) was een Amerikaanse zangeres die voornamelijk Spaanstalige muziek maakte. De stroming waar ze in zat wordt ook wel tex-mex-muziek of Tejano genoemd. Dit soort muziek is een mix van pop, rock, polka, R&B en Latin.

## Geschiedenis
Selena Quintanilla werd geboren op 16 april 1971, in Lake Jackson, Texas. Haar ouders Abraham Quintanilla II en zijn vrouw Marcella hadden al twee andere kinderen, namelijk  de 8 jaar oudere Abraham III en de 4 jaar oudere Suzette. Abraham II had in eind jaren 50, begin jaren 60 bij de groep Los Dinos gezeten. Hij verliet de groep omdat hij meer tijd met zijn gezin door wilde brengen.
Al snel bleek dat Selena erg goed kon zingen en in 1975 werd de groep Southern Pearl opgericht. Al snel kreeg deze een bekendere naam: Selena y los Dinos. De groep bestond uit Selena (zang), Abraham (bas), Suzette (drums) en nog enkele andere familieleden. In de jaren dat de band bestond, wisselde de samenstelling vrij regelmatig maar Selena, Abraham en Suzette waren er steeds bij.
De eerste optredens van de band hielden plaats in het restaurant dat door Selena's vader opgericht werd in 1980: Papa Gayo's. Het restaurant ging echter failliet, en de familie raakte hun huis kwijt. Ze besloten te vertrekken naar Corpus Christi, waar Abraham een baan kon krijgen. In 1984 nam Selena haar eerste album op.
Vanwege de vele optredens die nodig waren om het gezin te onderhouden, had Selena weinig tijd voor school. Haar ouders besloten haar haar school schriftelijk te laten afronden wat haar is gelukt in 1989.

## Albums
In 1986 bracht Selena y los Dinos het album Alpha uit en werd Selena uitgeroepen tot beste vrouwelijke artieste op de jaarlijkse Tejano Music Awards. Deze titel zou ze vanaf dit moment negen jaar op rij winnen.
In 1988 bracht de groep zelf twee albums uit: Preciosa en Dulce Amor.
Haar echte doorbraak kwam in 1989, toen de groep tekende bij EMI Latin. In die periode kwam Pete Astudillo bij de groep. Deze man was bij Selena y los Dinos in principe achtergrondzanger, maar hij deed ook enkele duetten met Selena waaronder Yo te amo en Siempre estoy pensando en ti. Pete Astudillo schreef samen met Abraham III enkele nummers die later tot Selena's grootste hits bleken te horen.
Het album Ven conmigo werd uitgebracht in 1990. Hierop stond een van Selena's grootste hits: Baila esta Cumbia.
Het album Entre a mi mundo uit 1992 bevatte onder andere de hits Como la flor en La Carcacha.
In 1993 won Selena een Grammy voor beste Mexicaanse-Amerikaanse met haar album Live!. Dit was een opname van een concert in Corpus Christi, aangevuld met enkele studio-opnames. Ze bereikte de supersterrenstatus in 1994 en dit is ook het jaar waarin ze haar bekendste album, Amor Prohibido uitbracht. Dit album werd genomineerd voor een Grammy, maar won deze prijs niet.

## Houston Astrodome
In 1993, 1994 en 1995 gaf Selena een concert in de Houston Astrodome tijdens de Houston Livestock and Rodeo Show. In 1993 kwamen er 57.894 mensen naar het concert. Selena staat hiermee nog steeds op de derde plaats van meeste bezoekers ooit in de geschiedenis van de Astrodome. Op 26 februari 1995 hield ze haar meest legendarische concert. Het is inmiddels uitgebracht op dvd en bleek achteraf ook haar laatste concert te zijn.

## Privéleven
In 1988 ontmoette Selena Chris Pérez. Hij werd aangenomen in 1990, en speelde elektrische gitaar in de band van Selena. De twee trouwden op 2 april 1992. Het was een zeer bescheiden bruiloft. Het koppel was van plan om na 3 jaar de bruiloft te vieren, ditmaal wel met familie en vrienden. De pers kwam erachter en uiteindelijk ging dit niet door.
Selena opende in januari 1995 een boutique in Corpus Christi, in februari opende ze ook in San Antonio een zaak.

graf van Selena

Op 31 maart 1995 werd ze doodgeschoten in een hotelkamer door de manager van haar fanclub en beste vriendin Yolanda nadat Selena haar confronteerde met haar diefstal van geld van de fanclubs en boutiques. Deze dag staat in de wereld van de Tejano bekend als "Black Friday". Yolanda werd veroordeeld tot levenslang, waarvan ze minimaal 30 jaar uit moet zitten. Selena is begraven aan de Seaside Memorial Park in Corpus Christi.
In de zomer van 1995 werd haar laatste album alsnog uitgegeven. Het heette Dreaming of you en de eerste single uit dit album I could fall in Love kwam de hitlijsten binnen op nummer 1.
Na Selena's dood werd ook the Selena Foundation opgericht. Deze stichting helpt jongeren die in de problemen zitten, met name in verband met school.
Een week na het tienjarig jubileum van Selena's dood werd een groot concert ter nagedachtenis aan haar gehouden, namelijk Selena iVive! (Selena Leeft!). Enkele grote namen uit de tejano-wereld traden bij dit evenement op, zoals Olga Tañon, Anna Gabriel, El Banda Recordo en vele anderen.
In november 2017 werd aan Selena een ster op de Hollywood Walk of Fame toegekend.

## Museum
In 1998 opende haar familie het Selena Museum. Het museum heeft onder andere Selena's collectie van Fabergé-eieren, een selectie van haar podiumoutfits, een microfoon die ze gebruikte waar haar rode lippenstift nog op zit, haar rode Porsche, awards en foto's. De entree is $5,-. en dit bedrag komt volledig ten behoeve aan de Selena foundation.

## De film
In 1997 bracht Warner Bros de film Selena uit, met Jennifer Lopez in de hoofdrol van Selena. De film is internationaal uitgebracht en in 20 talen ondertiteld. Meer dan 20.000 meisjes hebben auditie gedaan voor de rol van Selena in de film. Jennifer Lopez, die uiteindelijk de rol kreeg, ontving een salaris van $1.000.000.
Ook zijn er musicals gemaakt die gebaseerd zijn op het leven van Selena, er is zelfs een musical over haar op Broadway geweest.

## Trivia
- Selena moet niet verward worden met een Nederlandse zangeres met dezelfde naam. Deze zangeres (echte naam: Sabina Brons) had in 1988 en 1989 drie hits in de Top 40: Shotgun, So far away en Timebomb.
- De artiest Tony Joe White heeft een nummer over Selena op zijn album One hot July uit 1998.
- Selena heeft na een optreden samen met de band La Maffia bij een schaal Oreo Cookies de crèmevulling vervangen door tandpasta. Het was de bedoeling dat de band deze koekjes zou krijgen, maar haar vader was haar voor. Hij nam een hap van een koekje, en merkte niet dat er tandpasta tussen zat. Selena bereidde zich al voor op een uitbrander, maar hij zei: “Mm, these cookies taste like mint!”.
- Selena zong haar eerste Spaanstalige liedjes fonetisch, en leerde langzamerhand vloeiend Spaans. Ze had echter nog wel een accent als ze sprak.
- Selena maakte sinds 1989 reclame voor Coca-Cola. Ze heeft drie reclames opgenomen, en was in enkele advertenties te zien.
- Selena verzamelde Fabergé-eieren, aangezien ze op Paaszondag is geboren. Ze had er meer dan 500,[bron?] en ze waren allemaal uitgestald in haar woonkamer. Nu staat deze collectie in het Selena Museum.
- Selena heeft eens een gastrol gespeeld in de serie Dos mujeres, un camino (Twee vrouwen, één weg). Ze dacht dat ze samen met de band op de achtergrond moest spelen, maar bleek een rol te krijgen. Via een oortje kreeg ze haar tekst door.
- Selena heeft 78 weken op nummer 1 gestaan op de Billboard top 50 van de Latin-muziek, met het nummer Amor prohibido.
- In Corpus Christi staat een herdenkingsmonument voor Selena.
- In 2016 bracht M.A.C een aan Selena gewijde make-upcollectie uit.

## Discografie
- 1985 The new girl in town
- 1986 Muñequito de trapo
- 1986 Alpha
- 1987 And the winner is
- 1988 Dulce amor
- 1988 Preciosa
- 1989 Selena
- 1990 16 super éxitos originales
- 1990 Personal best
- 1990 Ven conmigo
- 1992 Entre a mi mundo
- 1992 Baila esta cumbia
- 1993 Live
- 1993 Quiero
- 1993 17 super éxitos/Mis mejores canciones
- 1994 Amor prohibido
- 1994 12 Super éxitos
- 1994 Selena
- 1995 Mis Primeras Grabaciones
- 1995 Las reinas del pueblo
- 1995 Grandes éxitos
- 1995 Exitos Del Recuerdo
- 1995 Dreaming of you
- 1996 Siempre selena
- 1996 Éxitos y recuerdos (3 uitgaven)
- 1997 Selena soundtrack
- 1997 Selena score
- 1998 Selena anthology (3 cd's)
- 1999 All my hits/Todos mis éxitos
- 2000 All my hits/Todos mis éxitos 2
- 2001 Selena y sus inicios, Vol. 1
- 2001 Live: The last concert
- 2002 Mis primeros éxitos
- 2002 Ones
- 2002 Canta como Selena
- 2003 Greatest hits
- 2003 Selena y sus inicios, Vol. 2
- 2004 Selena y sus inicios, Vol. 3
- 2004 Selena y sus inicios, Vol. 4
- 2005 Live: The last concert (cd+dvd)
- 2005 Unforgettable: The live album
- 2005 Unforgettable: The studio album
- 2005 Unforgettable: ultimate edition (cd+dvd)
- 2005 Selena vive
- 2005 Selena remembered (cd+dvd)
- 2005 Momentos intimos